# Maurizio Damilano
Maurizio Damilano (Scarnafigi, 6 april 1957) is een voormalig Italiaanse atleet bij het snelwandelen. Hij is de huidig wereldrecordhouder bij het 30.000 meter snelwandelen en het 2 uur snelwandelen op de baan.
Zijn grootste successen boekte Damilano op het onderdeel 20 km snelwandelen. Al op 23-jarige leeftijd won Damilano bij de Olympische Spelen van 1980 in Moskou. Bovendien haalde hij op de OS van 1984 in Los Angeles en OS van 1988 in Seoel nog tweemaal een bronzen medaille. Zelfs bij zijn vierde olympische deelname, aan de OS van 1992 in Barcelona haalde hij nog bijna het podium en werd vierde. Ook bij wereldkampioenschappen was Damilano succesvol door twee keer te winnen, bij de WK van 1987 in Rome en bij de WK van 1991 in Tokio. Die laatste overwinning was zeer spectaculair. Damilano liep op kop met Michail Sjtsjennikov op kleine achterstand. Shchennikov liep de achterstand dicht en sprintte als eerste over de finishlijn, maar realiseerde zich toen nog een ronde op de baan te moeten. Damilano nam meteen afstand en won.
Op de Universiade van 1981 in de Roemeense hoofdstad Boekarest won hij een gouden medaille op het onderdeel 20 km snelwandelen. Met een tijd van 1:26.47 versloeg hij zijn landgenoot Carlo Mattioli (zilver) en de Roemeen Liodor Pescaru (brons).
Bij zijn afscheidswedstrijd op 3 oktober 1982 in Cuneo viel Damilano met succes de wereldrecords op het 2 uur snelwandelen en de 30.000 meter snelwandelen aan tot respectievelijk 29.572 m en 2:01.44,1 uur. Hij nam deze records over van Thierry Toutain. De records zijn nog niet gebroken (peildatum februari 2008).
Damilano werd gecoacht door zijn oudere broer Sandro, nog steeds een snelwandelcoach. Ook Damilano's tweelingbroer Giorgio was een snelwandelaar op internationaal niveau, die ook eenmaal Italiaans kampioen werd. Damilano is nog actief als bestuurder in de atletiek.

## Titels
- Olympisch kampioen 20 km snelwandelen - 1980
- Wereldkampioen 20 km snelwandelen - 1987, 1991
- Europees kampioen 5000 m snelwandelen indoor - 1984
- Italiaans kampioen 5000 m snelwandelen indoor - 1984
- Italiaans kampioen 10.000 m snelwandelen - 1979, 1981, 1982, 1983, 1984, 1985, 1987
- Italiaans kampioen 15 km snelwandelen - 1987
- Italiaans kampioen 20 km snelwandelen - 1978, 1980, 1981, 1982, 1983, 1984, 1985, 1986, 1988, 1992
- Italiaans kampioen 50 km snelwandelen - 1985, 1986, 1990

## Persoonlijke records
| Onderdeel             | Prestatie      | Datum          | Plaats    |
| --------------------- | -------------- | -------------- | --------- |
| 20 km snelwandelen    | 1:18.54        | 6 juni 1992    | La Coruña |
| 50 km snelwandelen    | 3:46.51        | 1990           |           |
| 2 uur snelwandelen    | 29,572 m (WR)  | 3 oktober 1992 | Cuneo     |
| 30.000 m snelwandelen | 2:01.44,1 (WR) | 3 oktober 1992 | Cuneo     |

## Palmares

### 5000 m snelwandelen indoor
- 1981:  EK indoor - 19.30,90
- 1982:  EK indoor - 19.19,93
- 1985:  WK indoor - 19.11,41

### 20 km snelwandelen
- 1978: 6e EK - 1.24.57.5
- 1980:  OS - 1:23.35,5
- 1981:  Universiade - 1:26.47
- 1983: 7e WK - 1:21.57
- 1983:  Universiade - 1:24.21
- 1983:  Middellandse Zeespelen - 1:23.19
- 1984:  OS - 1:23.26
- 1985:  Wereldbeker - 1:21.43
- 1986:  EK - 1:21.17
- 1987:  WK - 1:20.45
- 1987:  Middellandse Zeespelen - 1:25.33
- 1988:  OS - 1:20.14
- 1991:  WK - 1:19.37
- 1991:  Middellandse Zeespelen - 1:22.48
- 1992: 4e OS - 1:23.39